# Mala Breza
Mala Breza – wieś w Słowenii, w gminie Laško. W 2018 roku liczyła 213 mieszkańców.